# Henry Frederic Turle
Pour les articles homonymes, voir Turle.
Henry Frederic Turle, né en 1835, et mort en 1883, est un journaliste anglais, connu en tant que rédacteur en chef de  Notes and Queries.

## Biographie
Quatrième fils de James Turle, organiste de l'Abbaye de Westminster, il naît le 23 juillet 1835 à York Road à Lambeth. La famille déménage en septembre 1841 pour vivre dans les cloîtres de l'abbaye de Westminster, et le 31 mars 1845, il est admis comme choriste à  Westminster School. Pour des raisons de santé, de Noël 1848 à l'automne 1850, il fréquente l'école de George Roberts à Lyme Regis; il est réadmis à Westminster le 3 octobre 1850.
De 1856 à 1863, Turle est commis temporaire dans une succursale du Bureau de la Guerre dans la Tour de Londres. En 1870, il devient l'assistant de William John Thoms, le fondateur et éditeur de Notes and Queries. En 1872, lorsque John Doran succède à Thoms, Turle conserve le poste de rédacteur-adjoint; à la mort de Doran en 1878, il devient rédacteur en chef. Il occupe le poste jusqu'à sa mort subite, d'une maladie cardiaque, le 28 juin 1883, dans ses chambres à Lancaster House, The Savoy, Londres.
Turle est inhumé le 3 juillet dans la tombe familiale au cimetière Norwood. Il est commémoré sur la tablette placée à la mémoire de ses parents, sur le mur du cloître ouest de l'abbaye de Westminster.